# Salomé bailando ante Herodes
Salomé bailando ante Herodes (en el original en francés, Salomé dansant devant Hérode) es una pintura al óleo realizada en 1876 por el artista simbolista francés Gustave Moreau. La temática, tomada del Nuevo Testamento, representa a Salomé —hija de Herodes II y Herodías— bailando ante Herodes Antipas.
Moreau tardó siete años en pintar la obra. Causó sensación cuando se exhibió por primera vez en París en el Salón de 1876 y podría decirse que es una de las obras más importantes de Moreau.  La pintura se conserva en el Museo Hammer de Los Ángeles, Estados Unidos, donde en 2012 se realizó una exposición dedicada a ella: A Strange Magic: Gustave Moreau's Salome.

## Descripción
La obra representa una estancia en un palacio magnífico y extraordinariamente ornamentado, donde Salomé, de puntillas, baila para Herodes. Vista de perfil, luce un alto tocado cubierto con un fino velo blanco y un suntuoso traje enjoyado, sostiene una flor de loto en la mano derecha y extiende el brazo izquierdo en un gesto rígido. Parece congelada, o como mucho, moviéndose de manera fúnebre. En el centro, el rey Herodes aparece sentado en el trono elevado, de frente, con un verdugo a la derecha y una música con laúd y Herodías a la izquierda.
El elemento más sorprendente de la obra es la fusión de diferentes elementos culturales en un único entorno. Los elementos arquitectónicos se han asociado con Santa Sofía de Estambul, la Alhambra de Granada, la Mezquita-Catedral de Córdoba y varias catedrales medievales. Entre los profusos elementos decorativos se identifican motivos del arte y la cultura etrusca, romana, egipcia, india y china.

## Protagonista
Salomé era hija de Herodes II y Herodías. Según el Evangelio de Marcos, el rey Herodes ofreció por su cumpleaños un banquete para sus nobles, los altos funcionarios y los jefes de Galilea. La hija de Herodías entró y danzó, complaciendo a Herodes y a quienes estaban sentados con él. El rey le dijo a la muchacha: «Pídeme lo que quieras y te lo daré». Así que ella salió y le preguntó a su madre: «¿Qué pido?». Ella respondió: «¡La cabeza de Juan el Bautista!». Inmediatamente entró apresuradamente ante el rey y le pidió: «Quiero que me des ahora mismo la cabeza de Juan el Bautista en una bandeja». El rey envió a un verdugo y ordenó que trajeran la cabeza de Juan. El verdugo fue y decapitó a Juan en la cárcel, trajo su cabeza en una bandeja y se la entregó; y la muchacha se la dio a su madre.

El nombre de la hija del rey Herodes no aparece en el Nuevo Testamento, pero es Salomé, según las Antigüedades judías de Flavio Josefo. Salomé se convirtió con los siglos en un arquetipo de femme fatale, inspirando a numerosos artistas. El tema se había puesto de moda a finales del siglo XIX;  esta pieza, junto con la serie La aparición del mismo Moreau despertó una locura en torno a Salomé que perduró hasta la Primera Guerra Mundial y permeó todas las formas de arte. El poeta y dramaturgo irlandés Oscar Wilde escribió su obra simbolista titulada Salomé en 1891, impresionado por la contemplación de La aparición de Moreau.

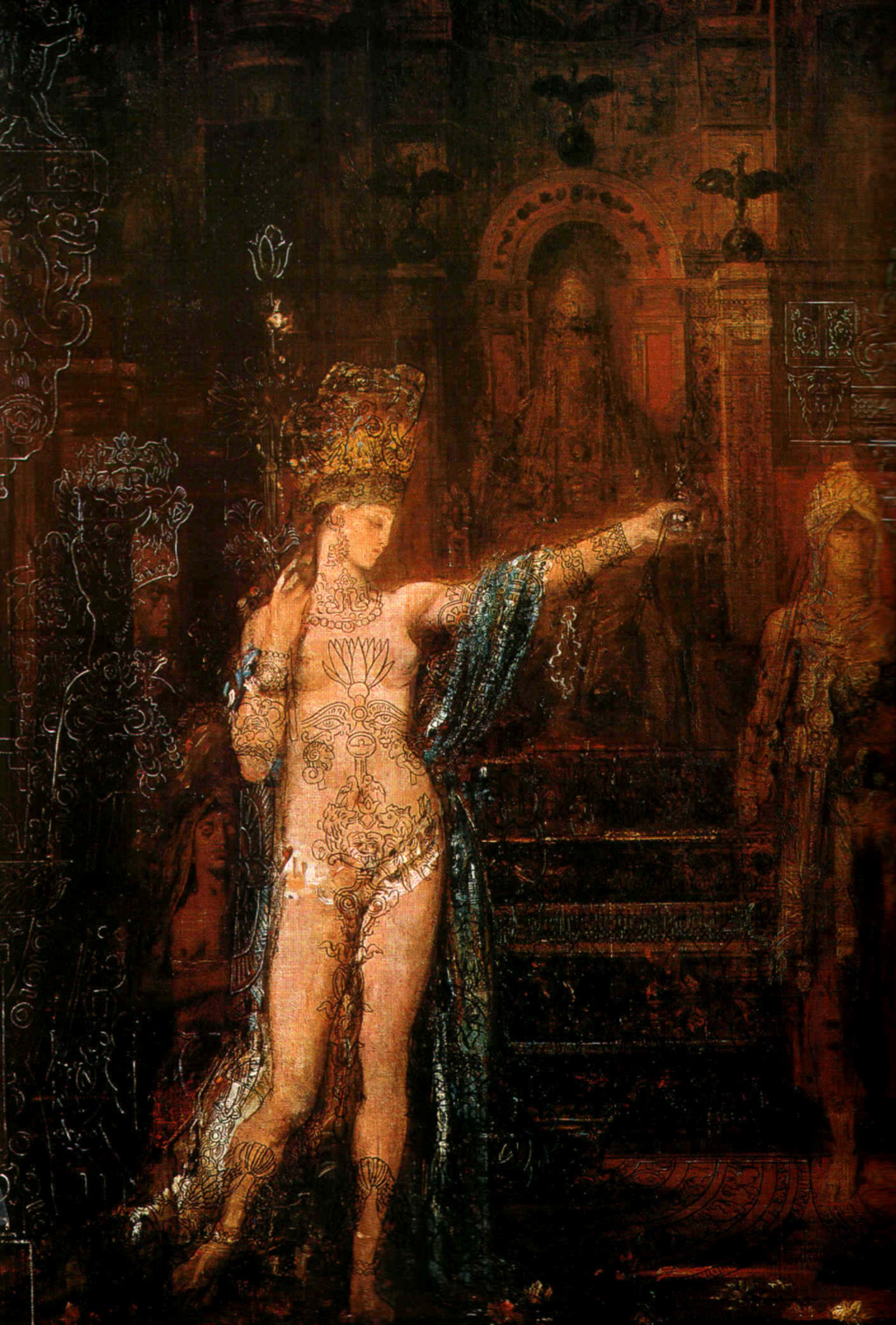
Salomé bailando, también conocida como Salomé tatuada, óleo sobre lienzo (sin fecha).
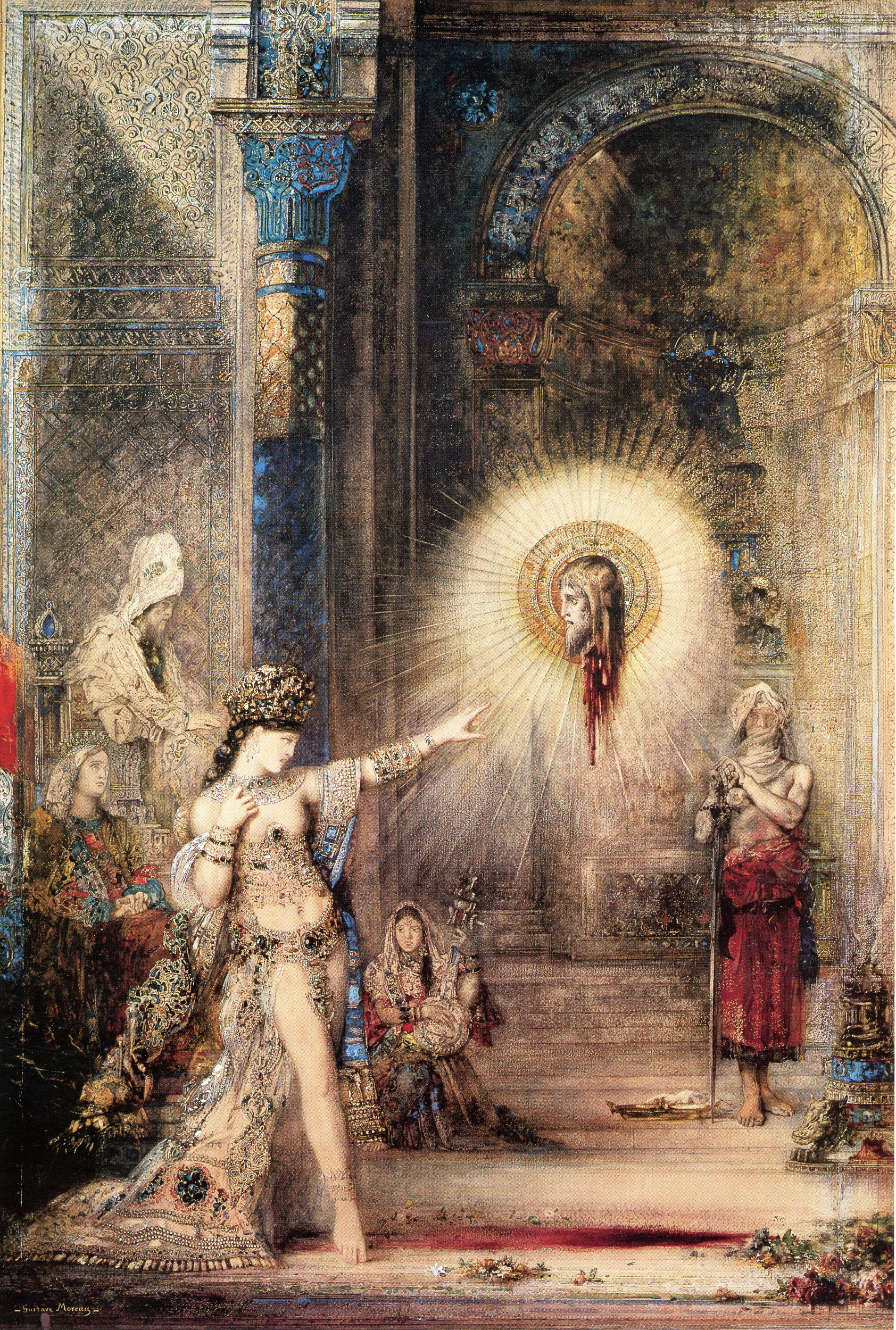
La aparición, óleo sobre lienzo (1876).
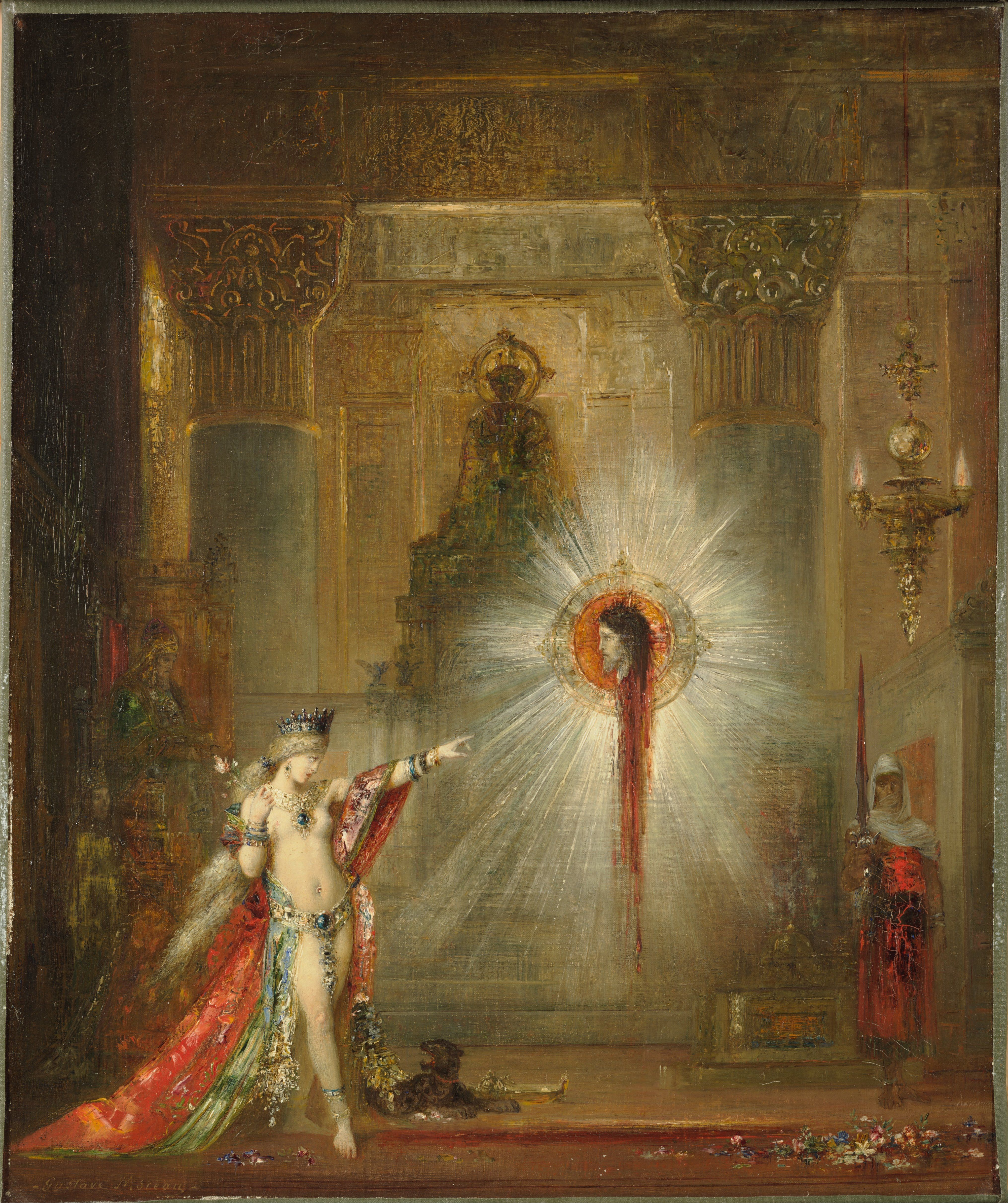
La aparición, óleo sobre lienzo (1876/1877).